# Rosa involuta
Rosa involuta är en rosväxtart som beskrevs av Smith. Rosa involuta ingår i släktet rosor, och familjen rosväxter. Inga underarter finns listade i Catalogue of Life.